# Christian Höbart

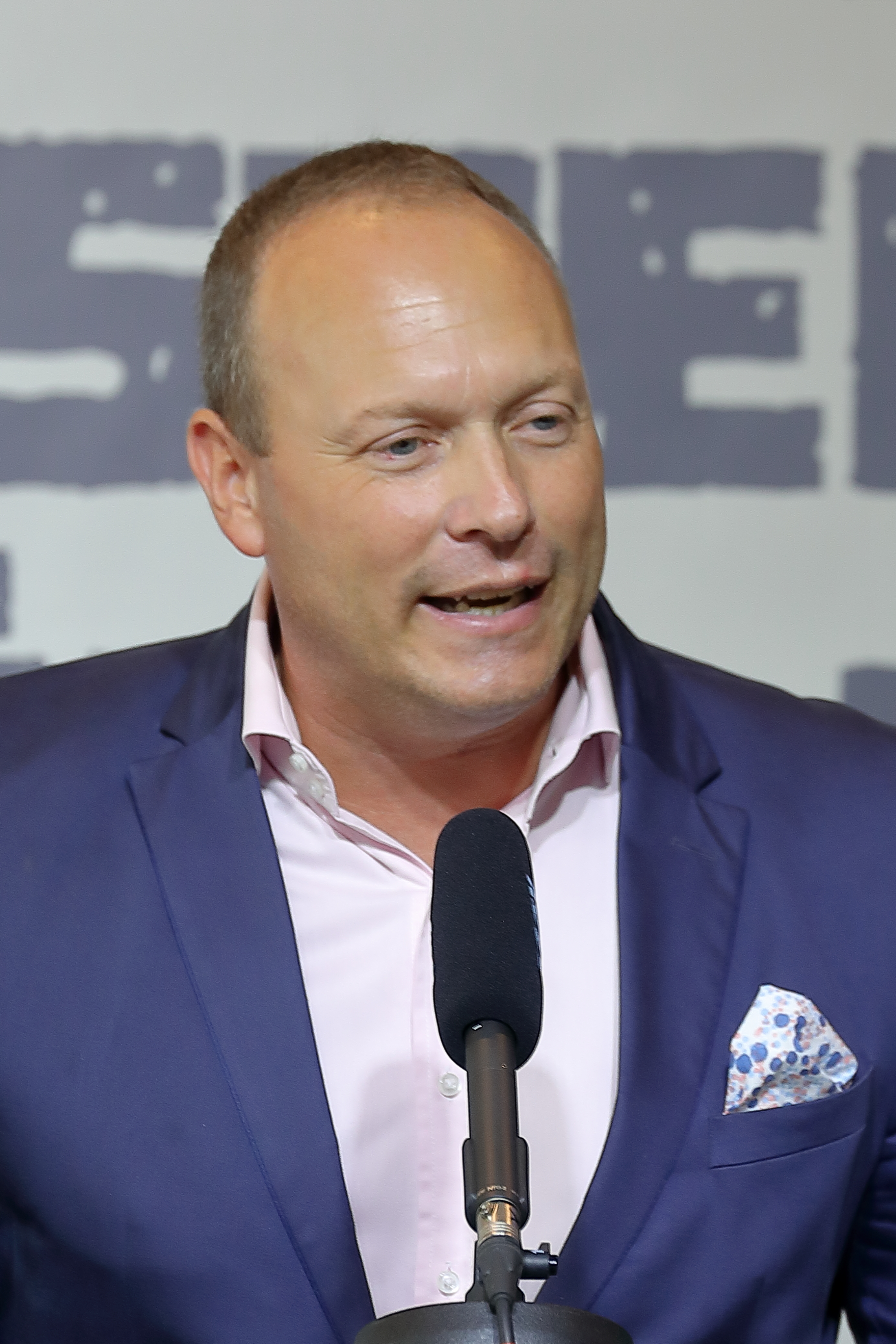
Christian Höbart (2020)

Christian Höbart (* 9. Juni 1975 in Wien) ist ein österreichischer Politiker des Teams HC Strache (THC). Von Oktober 2008 bis Oktober 2019 war er Abgeordneter zum österreichischen Nationalrat für die FPÖ. Seit dem 15. Mai 2020 ist Höbart Generalsekretär des THC.

## Ausbildung und Beruf
Höbart absolvierte nach der Volksschule und einem Realgymnasium in Baden bei Wien die Höhere Technische Lehranstalt (HTL) Mödling und legte 1994 die Matura in der Fachrichtung Wirtschaftsingenieurwesen ab. Er gehört seit seiner Schulzeit der Schülerverbindung Tauriska zu Baden im ÖPR an. Im Anschluss an die Matura leistete er seinen Präsenzdienst beim österreichischen Bundesheer. Danach arbeitete Höbart zunächst als technisch-kaufmännischer Angestellter in einem Industrieunternehmen, ehe er Vertriebspositionen bei Informationstechnologiekonzernen wie der Software AG und Oracle übernahm.
Von 2007 bis 2011 war Höbart als Geschäftsleitungsmitglied leitender Angestellter eines Informationstechnologie-Unternehmens.
Mitte 2011 gründete Höbart ein Unternehmen und ist als Unternehmensberater im Bereich „Vertriebs- und Marketingoptimierung“ aktiv. Im Herbst 2024 schien in der Mitgliederdatenbank der Wirtschaftskammer Österreich mit seinem Unternehmen CC & Co e.U. auch als Betreiber eines Fitnessstudios auf. Eine frühere Tätigkeit als Ankündigungsunternehmer war zu diesem Zeitpunkt nicht mehr durch die WK-Datenbank ersichtlich.

## Politische Laufbahn
Höbart übt beziehungsweise übte ab Ende 2004 verschiedene Funktionen innerhalb der FPÖ aus. So übernahm er 2007 als Bezirksparteiobmann die Agenden der FPÖ-Bezirksgruppe Mödling, Mitte 2012 wurde er auch zum Ortsparteiobmann seiner Heimatgemeinde Guntramsdorf gewählt.
2008 wurde Höbart bei der Nationalratswahl 2008 über den Bundeswahlvorschlag erstmals in den Nationalrat gewählt. Er wurde am 28. Oktober 2008 im Parlament angelobt. Höbart wurde Jugendsprecher der FPÖ und war Mitglied der Ausschüsse für Wirtschaft und Industrie, Wissenschaft, Forschung und Innovation, Familienangelegenheiten sowie Sportangelegenheiten.
Nach der Nationalratswahl 2013 wurde Höbart über den von der FPÖ Niederösterreich eingebrachten Landeswahlvorschlag wieder in den Nationalrat gewählt, die Angelobung seiner zweiten Amtsperiode fand am 29. Oktober 2013 statt.
Höbarts parlamentarische Ausschussmitgliedschaften sind bis auf eine Ausnahme unverändert geblieben, statt im Familienausschuss ist Höbart nun im Ausschuss für „Bürgerinitiativen und Petitionen“ aktiv.
Nach der Landtagswahl in Niederösterreich am 3. März 2013, wo die FPÖ Niederösterreich rund 2,3 Prozent verlor und auf 8,2 Prozent absackte, wurde Höbart nach einem wochenlangen „Veränderungs- und Optimierungsprozess“ innerhalb der FPÖ Niederösterreich am 11. Juni 2013 bei einer Sitzung der Landesparteileitung als Nachfolger von Barbara Rosenkranz zum neuen geschäftsführenden Landesparteiobmann der FPÖ Niederösterreich gewählt und bildete ab diesem Zeitpunkt bis 2018 eine Doppelspitze mit Walter Rosenkranz, der wenige Tage zuvor bei einem außerordentlichen Landesparteitag der FPÖ Niederösterreich am 9. Juni 2013 zum neuen Landesparteiobmann der FPÖ Niederösterreich gewählt worden war.
Am 15. Mai 2020 erklärte er seinen Übertritt zum Team HC Strache -  Allianz für Österreich. Dort wurde er Generalsekretär.
In Guntramsdorf schied er im Somer 2024 aus dem Gemeinderat aus. Die Niederösterreichischen Nachrichten stellten einen Zusammenhang zwischen einer einem rechtskräftigen Schuldspruch wegen Verletzung des Amtsgeheimnisses und dem Ausscheiden her. Im Herbst 2024 schien Höbart aber noch auf der Liste der Mitglieder des Gemeinderats der Marktgemeinde Guntramsdorf auf.

## Kontroversen
Im Jahr 2012 sorgte Höbart mit einem Vorschlag für mediale Aufmerksamkeit. So schlug er eine „Schnupperhaft“ für jugendliche Straftäter vor. Nach den Angaben von Höbart seien vor allem ausländische Jugendliche für die stark steigende Jugendkriminalität verantwortlich. Daraufhin ließ der Vorstand der Fachgruppe Jugendrichter in der Richtervereinigung verlautbaren, dass die These von Höbart empirisch nicht erwiesen ist. Breite öffentliche Kritik erntete Höbart im Herbst 2014, nachdem er im Erstaufnahmezentrum Traiskirchen untergebrachte Asylbewerber auf Facebook als „Erd- und Höhlenmenschen“ bezeichnet hatte. Im August 2018 hielt er drei marokkanische Asylwerber, denen er Diebstahl unterstellte, in einem Supermarkt fest. Die zur Hilfe gerufene Polizei konnte keinen Diebstahl feststellen. Höbart behauptete dennoch anschließend auf Facebook, er hätte Ladendiebe gestellt.

## Privates
Höbart ist geschieden und hat zwei Kinder.